# Trujenka, Kuibîșeve
Trujenka (în ucraineană Труженка) este un sat în comuna Șevcenkivske din raionul Kuibîșeve, regiunea Zaporijjea, Ucraina.

## Demografie
Componența lingvistică a localității Trujenka
     Ucraineană (90,77%)
     Rusă (8,72%)
     Alte limbi (0,51%)
Conform recensământului din 2001, majoritatea populației localității Trujenka era vorbitoare de ucraineană (90,77%), existând în minoritate și vorbitori de rusă (8,72%).